# Титова, Людмила Владимировна
Людмила Владимировна Титова (род. 28 февраля 1960, Верх-Ирмень, Ордынский район, Новосибирская область) — российская актриса театра и кино, Народная артистка России (2006).

## Биография
Родилась 28 февраля 1960 года в селе Верх-Ирмень Новосибирской области, закончила сельскую школу. 
В 1983 году окончила Высшее театральное училище им. М. С. Щепкина (курс Ю. М. Соломина). C того же года служит в Государственном академическом Малом театре.  Широта диапазона драматического дарования, отличная актёрская техника, богатство внутреннего мира позволяют Людмиле Титовой органично существовать в трагедийных и комедийных ролях, в драме, мюзикле, в камерном спектакле.
В 1984 году Людмила Титова дебютировала в кино (главная роль,  фильм «Берег его жизни»).

## Семья
Была замужем за актёром Олегом Куценко (род. 1957).  Дочь Варвара Куценко (род. 1992), окончила Московскую консерваторию по классу скрипки.

## Роли на сцене Малого театра
- 1983 Княжна — «Горе от ума» А. С. Грибоедова
- 1983 Акулина — «Дети Ванюшина» С. Найденова
- 1983 Директриса — «Незрелая малина» И. Губача
- 1984 Жена Коробкина — «Ревизор» Н. Гоголя
- 1984 Саша — «Живой труп» Л. Н. Толстого
- 1984 Настя — «Ивушка неплакучая» М. Алексеева
- 1985 Люська — «Рядовые» А. Дударева
- 1985 Княжна Мстиславская — «Царь Федор Иоаннович» А. К. Толстого
- 1985 Невеста, Маша, Мария Андреевна, Княгиня — «Из воспоминаний идеалиста» А. Чехова
- 1985 Елена Стахова — «Накануне» И. Тургенева
- 1985 Элеонора — «Из новостей этого дня» Г. Маркова, Э. Шима
- 1985 Арикия — «Федра» Ж. Расина
- 1986 Таня — «Картина» Д. Гранина
- 1987 Маша — «Живой труп» Л. Толстого
- 1988 Роксана — «Сирано де Бержерак» Э. Ростана
- 1988 Гитель Моска — «Двое на качелях» У. Гибсона
- 1988 Елена Андреевна — «Леший» А. Чехова
- 1989 Ханна Джелкс — «Ночь игуаны» Т. Уильямса
- 1990 Татьяна Николаевна — «И аз воздам» С. Кузнецова
- 1990 Николь — «Мещанин во дворянстве» Ж. Б. Мольера
- 1991 Элизабет — «Убийство Гонзаго» Н. Йорданова
- 1992 Прокула — «Царь Иудейский» К. Романова
- 1994 Глафира — «Волки и овцы» А. Н. Островского
- 1995 Галина — «Пир победителей» А. Солженицына
- 1996 Ольга — «Чудаки» М. Горького, режиссёр А. Коршунов
- 1997 Елена — «Чудаки» М. Горького, режиссёр А. Коршунов
- 1997 Лидочка — «Свадьба Кречинского» по мотивам А. Сухово-Кобылина, режиссёр В. Coломин
- 1999 Царица Ирина Фёдоровна — «Царь Фёдор Иоаннович» А. К. Толстого, режиссёр Б. Равенских
- 1999 Екатерина Алексеевна — «Хроника дворцового переворота» Г. Турчиной, режиссёр В. Бейлис
- 2001 Сарра — «Иванов» А. Чехова, режиссёр В. Coломин
- 2004 Юлия Тугина — «Последняя жертва» А. Н. Островского, режиссёр В. Драгунов
- 2005 Туанетта — «Мнимый больной» Ж. Б. Мольера, режиссёр С. Женовач
- 2006 Елизавета Английская — «Мария Стюарт» Ф. Шиллера, режиссёр В. Иванов
- 2008 Лиза Протасова — «Дети солнца» М. Горького, режиссёр А. Шапиро
- 2011 Г-жа Фике — «Наследники Рабурдена» Э. Золя, режиссёр В. Бейлис
- 2012 Харита Игнатьевна Огудалова — «Бесприданница» А. Н. Островского
- 2015 Огюстина — «Восемь любящих женщин» Р. Тома, режиссёр В. Бейлис
- 2016 Васса Железнова — «Васса Железнова — первый вариант» М. Горького, режиссёр В. Бейлис
- 2017 Клара, миллиардерша — «Визит старой дамы» по пьесе Ф. Дюрренматта, режиссер Илан Ронен
- 2020 Богаевская — «Варвары» М. Горького, режиссер В. Бейлис
- 2020 Графиня Анна Федотовна — «Пиковая дама» А. Пушкина, режиссер А. Житинкин
- 2023 Анна Михайловна Ковалёва — «Летят журавли» Виктор Розов, режиссер А. Житинкин

## Роли в кино
- 1984 Берег его жизни — Маргарет (главная роль)
- 1985 Незрелая малина (фильм-спектакль) — директриса
- 1987 Следствие ведут ЗнаТоКи. Бумеранг (Дело № 20) — Стелла
- 1988 Энергичные люди (фильм-спектакль) — эпизод
- 1990 …И аз воздам (фильм-спектакль) — Татьяна Николаевна
- 1991 Ночь игуаны (фильм-спектакль) — Ханна Джелкс
- 1993 Раскол — Крупская
- 1996 Милый друг давно забытых лет… — Зинаида Фёдоровна Зюм, сестра Маши
- 2000 Салон красоты — Светлана
- 2001 Времена не выбирают — Мазаева Елена (главная роль)
- 2001 Подозрение (1-2 серии) — секретарша адвоката Клешнина
- 2002 Две судьбы — эпизод
- 2003 Волки и овцы (фильм-спектакль) — Глафира Алексеевна
- 2003 Лучший город Земли — эпизод
- 2003 Свадьба Кречинского (фильм-спектакль) — Лидочка, дочь Муромского
- 2004 Бальзаковский возраст, или Все мужики сво… : Торжество справедливости (9-я серия) — Светлана, женщина попавшая под чары Антипова (Артема)
- 2006 Мнимый больной (фильм-спектакль) — Туанетта, служанка
- 2006—2007 Моя Пречистенка — эпизод
- 2007 Дом на набережной
- 2007 Защита против — Наталья Васильевна
- 2007 Последняя жертва (фильм-спектакль) — Юлия Павловна Тугина, молодая вдова
- 2008 Невеста на заказ — мать Риты
- 2008 Неидеальная женщина — Людмила Сергеевна
- 2008 Никто, кроме нас… — Соня, мать Левашова
- 2010 Всегда говори «всегда»-6 — Валерия, пациентка онкологического отделения
- 2011 Брак по завещанию. Возвращение Сандры — соседка Анны
- 2011 Мой папа Барышников — директор школы
- 2011 Условия контракта — Ирина Витальевна, мать Марины
- 2012 День учителя — уролог
- 2012 Лес
- 2012 Тёмное царство — Раиса Павловна Гурмыжская
- 2019 Скажи что-нибудь хорошее — Римма Геннадьевна Ромашина

участие в фильмах
- 2006 Искренне Ваш… Виталий Соломин (документальный)

## Награды и признание
- Народная артистка России (2006)[2]
- Заслуженная артистка России (1993)
- Заслуженный деятель искусств Республики Саха (2023)[3]
- Лауреат конкурса «Золотая лира» в номинации «Самая московская актриса» (за роль Юлии Тугиной, «Последняя жертва» А.Н.Островского)
- Лауреат Международного фестиваля-конкурса "Москва - город мира" (спектакль "Листки из сожжённой тетради" П. Тихомиров, проект Московской драматической труппы "Блуждающие звёзды", Дома актёра им. А. А. Яблочкиной)
- Медаль "100 лет ЯАССР" (2023)
- Благодарственное письмо депутата федерального собрания Государственной думы РФ (2023)